# Yoshikiyo Kuboyama
Yoshikiyo Kuboyama (久保山 由清?, Kuboyama Yoshikiyo; Prefettura di Shizuoka, 21 luglio 1976) è un ex calciatore giapponese, di ruolo attaccante.